# NGC 1377
NGC 1377 (другие обозначения — ESO 548-51, MCG -4-9-33, IRAS03344-2103, PGC 13324) — линзообразная галактика (S0) в созвездии Эридана. Открыта Уильямом Гершелем в 1799 году.
Этот объект входит в число перечисленных в оригинальной редакции «Нового общего каталога».
Предполагается, что галактика имеет активное ядро, но оно закрыто аккреционным диском от наблюдателя на Земле.  Обнаружена слабая молекулярная струя и излучение в линии СО. Джет был обнаружен по взаимодействию с окружающей средой. Также было обнаружено и рассчитано его прецессионное  движение.
Источником активности, вероятно, является сверхмассивная чёрная дыра массой 9·106 M⊙.
Кроме этого у галактики имеется аномально высокое отношение потоков инфракрасного излучения к радио и высокая температура пыли.
Галактика NGC 1377 входит в состав группы галактик NGC 1395. В группу входят несколько десятков галактик, в том числе NGC 1315, NGC 1325, NGC 1331, NGC 1332, NGC 1347, NGC 1353, NGC 1371, NGC 1367, NGC 1377, NGC 1385, NGC 1395, NGC 1401, NGC 1414, NGC 1415, NGC 1422, NGC 1426, NGC 1438, NGC 1439, IC 1952, IC 1953, IC 1962.
Эта линзообразная галактика примерно одинаково выглядит как визуально, так и на фотографиях. Она кажется небольшой и довольно слабой, но при большом увеличении хорошо видна как вытянутая, хорошо очерченная полоска света, ориентированная с востока на запад. У неё довольно однородная поверхностная яркость. На расстоянии 1,2′ к северо-северо-востоку на галактику проецируется слабая звезда поля. Радиальная скорость: 1705 км/с. Расстояние: 76 млн световых лет. Диаметр: 38 000 световых лет.

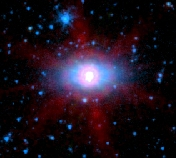
Инфракрасное изображение NGC 1377, полученное на космическом телескопе «Хаббл»